# 東京法務局
東京法務局（とうきょうほうむきょく）は、東京都千代田区にある法務局で、東京都を管轄している。なお、局長は管内の地方法務局を指揮監督する。また、直接の登記事務の管轄（本局としての管轄）として、千代田区、文京区、中央区および島嶼部の町村を管轄している。
成年後見登記、動産譲渡登記、債権譲渡登記は本局が全国を管轄している。

## 管内支局・出張所
本局
- 港出張所
- 新宿出張所
- 台東出張所
- 墨田出張所
- 品川出張所
- 城南出張所
- 世田谷出張所
- 渋谷出張所
- 中野出張所（同一庁舎内に本局動産登録課・債権登録課が所在）
- 杉並出張所
- 豊島出張所
- 北出張所
- 板橋出張所
- 練馬出張所
- 城北出張所
- 江戸川出張所

八王子支局
- 立川出張所
- 町田出張所

府中支局
- 田無出張所

西多摩支局
かつてあった出張所
- 府中出張所 : 2000年10月1日府中支局に改称
- 文京出張所 : 2004年10月12日本局に統合
- 武蔵野出張所 : 2006年2月6日府中支局に統合
- 五日市出張所 : 2006年3月6日福生出張所に統合
- 青梅出張所 : 2006年3月6日福生出張所に統合
- 福生出張所 : 2006年4月1日西多摩支局に改称
- 八丈島出張所: 2010年3月15日本局に統合
- 三宅島出張所 : 2010年3月15日本局に統合
- 新島出張所 : 2010年3月15日本局に統合
- 大島出張所 : 2010年3月15日本局に統合
- 目黒出張所 : 2012年6月11日渋谷出張所に統合
- 多摩出張所 : 2014年11月4日多摩市・稲城市については八王子支局（ただし登記事務については府中支局）、日野市については立川出張所に分割統合

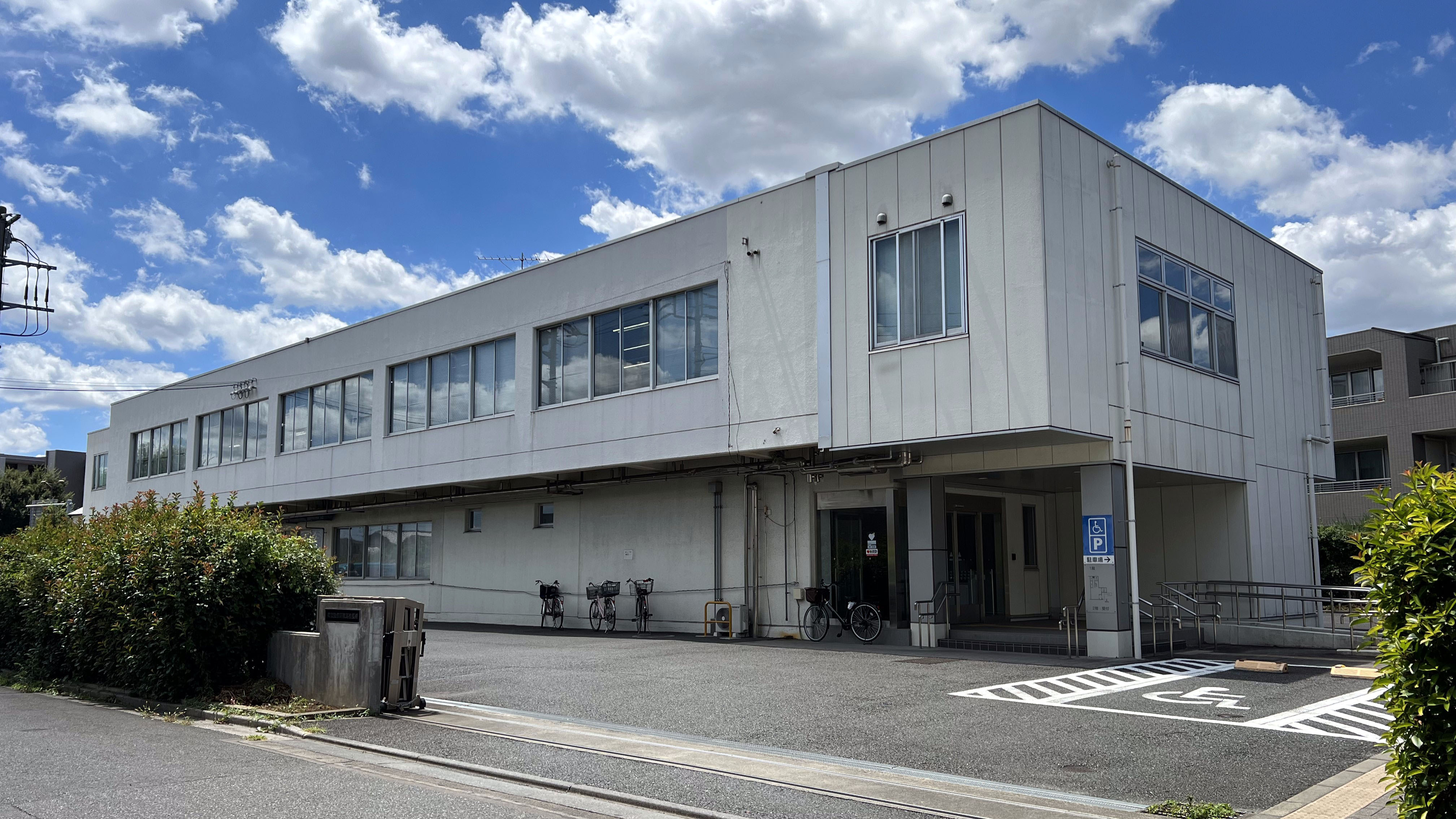
練馬出張所

## 管内地方法務局

### 水戸地方法務局
水戸地方法務局（みとちほうほうむきょく）は、水戸市にある法務省の地方支分部局で、茨城県を管轄している。また、直接の登記事務の管轄（本局としての管轄）として、不動産登記は水戸市、那珂市、ひたちなか市、笠間市、東茨城郡（茨城町、城里町、大洗町）、那珂郡（東海村）を管轄している。

#### 管内支局・出張所
- 本局
- 日立支局
- 常陸太田支局
- 土浦支局
  - つくば出張所
- 竜ヶ崎支局
  - 取手出張所
- 鹿嶋支局
- 下妻支局
  - 筑西出張所

かつてあった支局・出張所
- 境出張所 : 2002年11月25日猿島郡三和町・猿島町・境町については下妻支局に、猿島郡五霞町については古河出張所に分割統合
- 北茨城出張所 : 2003年11月17日日立支局に統合
- 高萩出張所 : 2003年11月17日日立支局に統合
- 那珂出張所 : 2004年1月26日本局に統合
- 麻生支局 : 2005年3月28日鹿嶋出張所に統合、同日鹿嶋出張所は鹿嶋支局に改称
- 大子出張所 : 2005年11月28日常陸太田支局に統合
- 大宮出張所 : 2005年11月28日常陸太田支局に統合
- 鉾田出張所 : 2006年2月27日鹿嶋支局に統合
- 結城出張所 : 2006年10月16日筑西出張所に統合
- 石岡出張所 : 2007年5月7日土浦支局に統合
- 水海道出張所 : 2007年7月17日取手出張所に統合
- 笠間出張所 : 2007年11月24日本局に統合
- ひたちなか出張所 : 2007年11月24日本局に統合
- 古河出張所 : 2014年6月16日下妻支局に統合

### 宇都宮地方法務局
宇都宮地方法務局（うつのみやちほうほうむきょく）は、宇都宮市にある法務省の地方支分部局で、栃木県を管轄している。また、直接の登記事務の管轄（本局としての管轄）として、不動産登記は宇都宮市、さくら市、鹿沼市、河内郡（上三川町）、塩谷郡（高根沢町）を管轄している。

#### 管内支局・出張所
- 本局
- 日光支局
- 真岡支局
- 大田原支局
- 栃木支局
  - 小山出張所
- 足利支局

かつてあった支局・出張所
- 矢板出張所 : 2001年6月11日矢板市については大田原支局に、塩谷郡塩屋町については今市支局に分割統合
- 壬生出張所 : 2003年1月14日下都賀郡壬生町については栃木支局に、下都賀郡石橋町・国分寺町については小山出張所に分割統合
- 氏家出張所 : 2005年7月11日本局に統合
- 鹿沼出張所 : 2009年5月7日本局に統合
- 黒磯出張所 : 2009年8月3日大田原支局に統合
- 佐野出張所 : 2010年11月1日足利支局に統合
- 烏山支局 : 2014年7月22日那須烏山市については本局に、那珂郡那珂川町については大田原支局に分割統合

### 前橋地方法務局
前橋地方法務局（まえばしちほうほうむきょく）は、前橋市にある法務省の地方支分部局で、群馬県を管轄している。また、直接の登記事務の管轄（本局としての管轄）として、不動産登記は前橋市、渋川市（北橘町）を管轄している。

#### 管内支局・出張所
- 本局
  - 渋川出張所
- 高崎支局
- 桐生支局
- 伊勢崎支局
- 太田支局
- 沼田支局
- 富岡支局
- 中之条支局

### さいたま地方法務局
さいたま地方法務局（さいたまちほうほうむきょく）は、さいたま市にある法務省の地方支分部局で、埼玉県を管轄している。また、直接の登記事務の管轄（本局としての管轄）として、不動産登記はさいたま市、戸田市、蕨市を管轄してる。さいたま第2法務総合庁舎内にある。

#### 管内支局・出張所
- 本局
  - 川口出張所
  - 志木出張所
  - 鴻巣出張所
  - 上尾出張所
- 川越支局
  - 坂戸出張所
- 熊谷支局
  - 本庄出張所
- 秩父支局
- 所沢支局
  - 飯能出張所
- 東松山支局
- 越谷支局
  - 春日部出張所
  - 草加出張所
- 久喜支局

### 千葉地方法務局
千葉地方法務局（ちばちほうほうむきょく）は、千葉市にある法務省の地方支分部局で、千葉県を管轄している。また、直接の登記事務の管轄（本局としての管轄）として、不動産登記は千葉市、習志野市を管轄している。

#### 管内支局・出張所
- 本局

  - 市原出張所
  - 東金出張所
- 佐倉支局
  - 成田出張所
- 茂原支局
  - いすみ出張所
- 松戸支局
- 柏支局
- 木更津支局
- 館山支局
- 匝瑳支局
- 香取支局
- 船橋支局
- 市川支局

### 横浜地方法務局
横浜地方法務局（よこはまちほうほうむきょく）は、横浜市にある法務省の地方支分部局で、神奈川県を管轄している。また、直接の登記事務の管轄（本局としての管轄）として、不動産登記は横浜市（中区、西区、南区）、商業・法人登記は横浜市、川崎市を管轄している。

#### 管内支局・出張所
- 本局
  - 神奈川出張所
  - 金沢出張所
  - 青葉出張所
  - 戸塚出張所
  - 港北出張所
  - 栄出張所
  - 旭出張所
- 湘南支局
- 川崎支局
  - 麻生出張所
- 横須賀支局
- 西湘二宮支局
- 厚木支局
  - 大和出張所
- 相模原支局

### 新潟地方法務局
新潟地方法務局（にいがたちほうほうむきょく）は、新潟市にある法務省の地方支分部局で、新潟県を管轄している。また、直接の登記事務の管轄（本局としての管轄）として、不動産登記は新潟市（東区、中央区、江南区、西区、西蒲区、北区（新発田支局の管轄（豊栄地域）を除く地域））を管轄している。

#### 管内支局・出張所
- 本局
- 長岡支局
- 三条支局
- 柏崎支局
- 新発田支局
- 新津支局
- 十日町支局
- 村上支局
- 糸魚川支局
- 上越支局
- 佐渡支局
- 南魚沼支局

### 甲府地方法務局
甲府地方法務局（こうふちほうほうむきょく）は、甲府市にある法務省の地方支分部局で、山梨県を管轄している。また、直接の登記事務の管轄（本局としての管轄）として、甲府市、甲斐市、中央市、中巨摩郡（昭和町）、南アルプス市、笛吹市を管轄している。

#### 管内支局・出張所
- 本局
  - 韮崎出張所
- 鰍沢支局
- 大月支局
  - 吉田出張所

### 長野地方法務局
長野地方法務局（ながのちほうほうむきょく）は、長野市にある法務省の地方支分部局で、長野県を管轄している。また、直接の登記事務の管轄（本局としての管轄）として、長野市、須坂市、千曲市、上水内郡（小川村、信濃町、飯綱町）、上高井郡（小布施町、高山村）を管轄している。

#### 管内支局・出張所
- 本局
- 飯山支局
- 上田支局
- 佐久支局
- 松本支局
- 木曽支局
- 大町支局
- 諏訪支局
- 飯田支局
- 伊那支局

### 静岡地方法務局
静岡地方法務局（しずおかちほうほうむきょく）は、静岡市にある法務省の地方支分部局で、静岡県を管轄している。また、直接の登記事務の管轄（本局としての管轄）として、不動産登記は静岡市（葵区、駿河区）、商業・法人登記は静岡市、藤枝市、島田市、牧之原市、焼津市、榛原郡（吉田町、川根本町）を管轄している。

#### 管内支局・出張所
- 本局
  - 清水出張所
- 沼津支局
  - 熱海出張所
- 富士支局
- 下田支局
- 浜松支局
  - 磐田出張所
- 掛川支局
- 藤枝支局
- 袋井支局